# Opel Admiral
Der Opel Admiral war ein Oberklasse-Pkw der Adam Opel AG, der in seiner ersten Ausführung nur von 1937 bis 1939 gebaut wurde. Der „Admiral“ sollte nach dem damaligen Konzept deutlich über dem gleichzeitig präsentierten Opel Super 6 mit 2,5-Liter-Sechszylinder-Reihenmotor stehen und erhielt deshalb, außer einer gehobenen Ausstattung, einen Sechszylindermotor mit 3,6 Litern Hubraum.
Ab Frühjahr 1964 wurde in der Opel KAD-A-Reihe wieder ein „Admiral“ angeboten. Das Modell wurde Mitte 1976 in der KAD-B-Reihe eingestellt.

## Admiral (1937–1939)

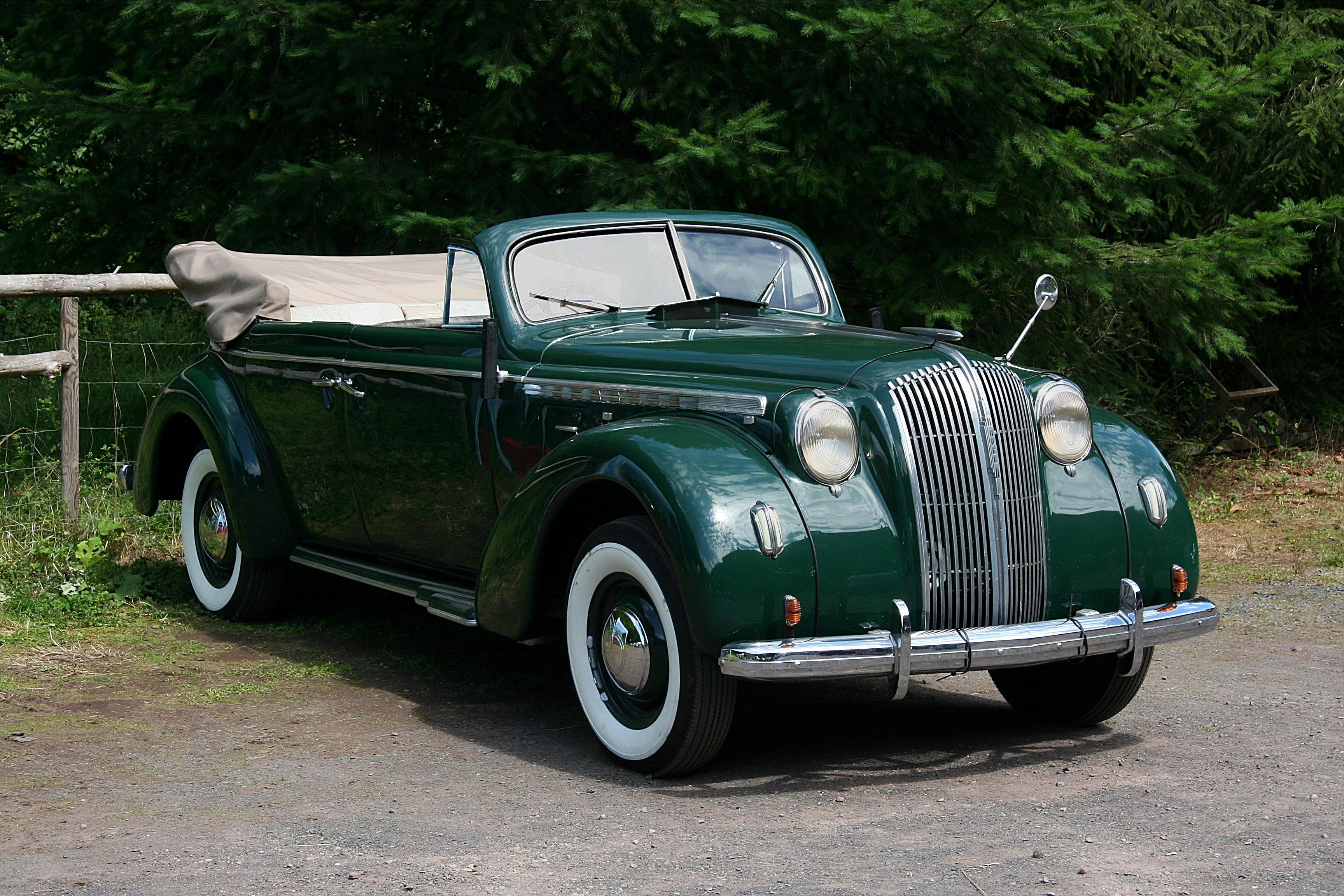
Opel Admiral Cabriolet (viertürig)

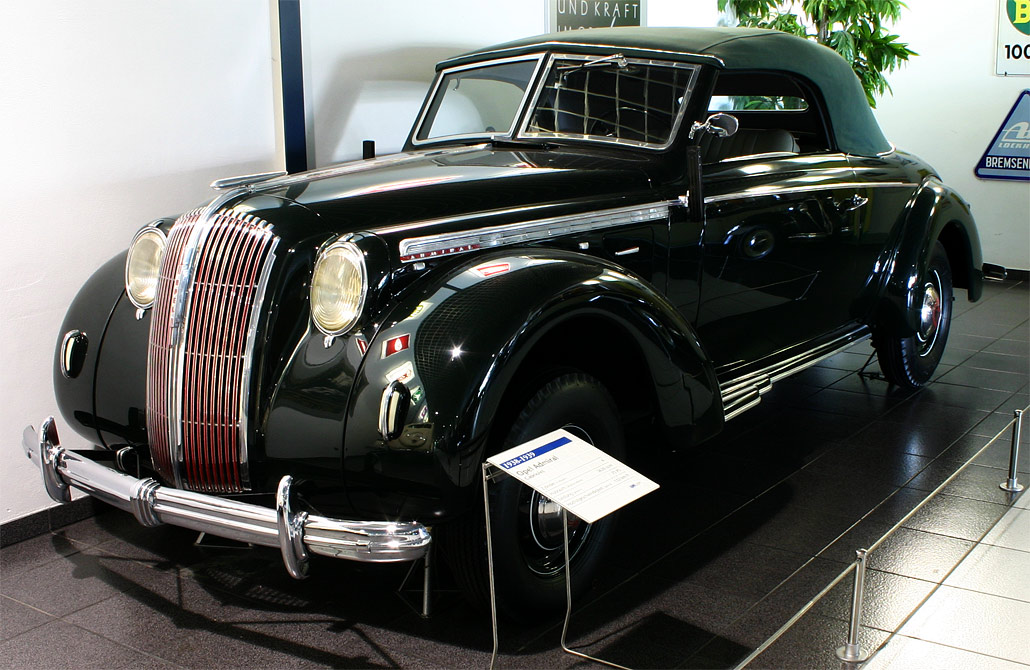
Opel Admiral Cabriolet (zweitürig)

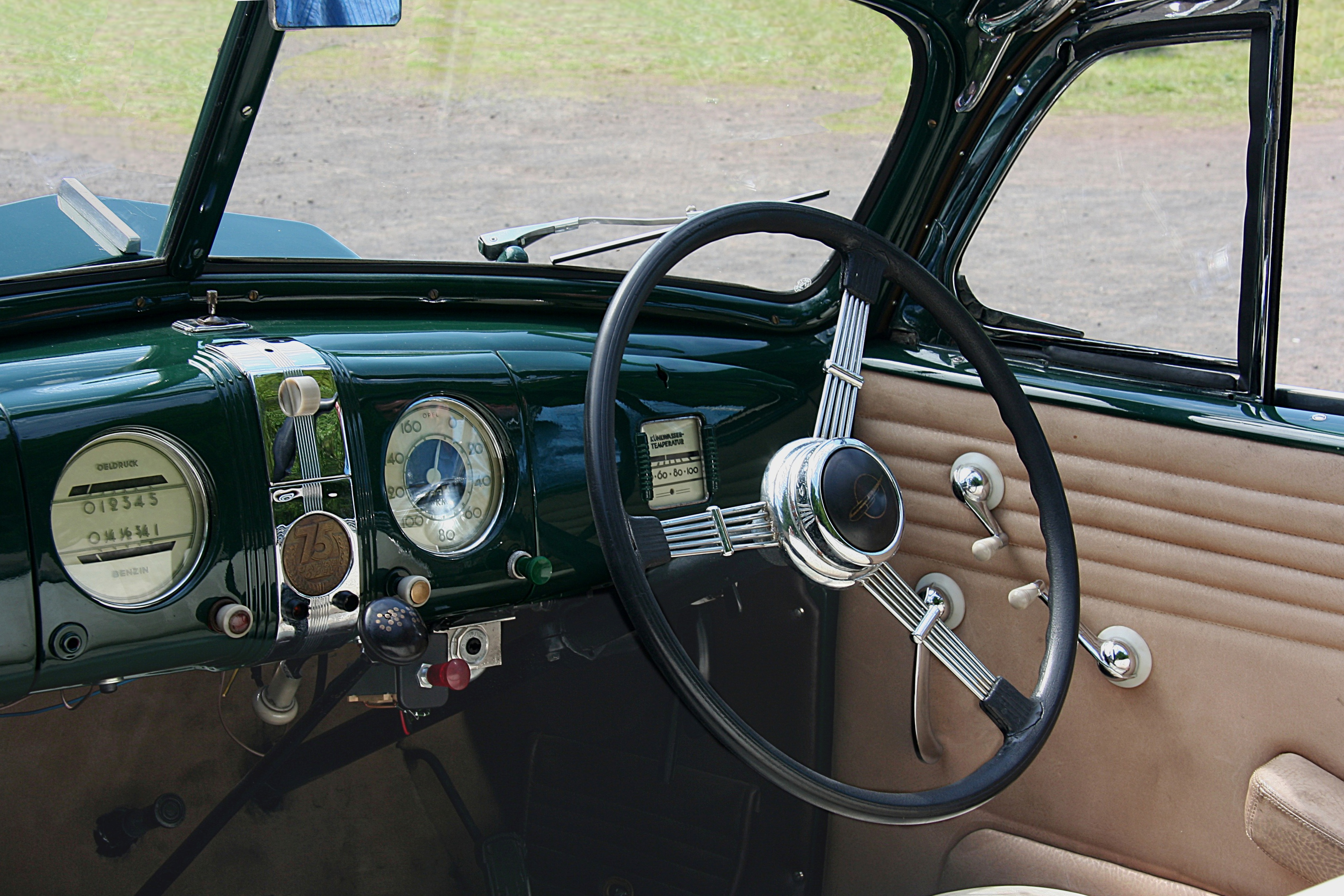
Rechtslenker

Als neues Opel-Spitzenmodell wurde der Admiral zusammen mit dem kleineren Super 6 im Februar 1937 auf der 27. Internationalen Automobil- und Motorrad-Ausstellung (IAMA) in Berlin präsentiert.
Oberhalb des „Super 6“ (55 PS/40 kW) positioniert, stellte der Admiral mit seinem 75-PS-Motor (55 kW) und für seine Zeit vielerlei Sonderzubehör für vergleichsweise günstige 6500 Reichsmark (entspricht inflationsbereinigt in heutiger Währung 34.200 Euro) eine Alternative zu Maybach, Mercedes-Benz oder Horch dar.
Ab Werk war der Wagen als geschlossene, viertürige Limousine, als Pullman-Limousine und auch als viertüriges Cabriolet lieferbar. Im Gegensatz zum Kapitän mit selbsttragender Karosserie eignete sich der Admiral mit seiner Trennung von Fahrgestell und Karosserie für nach Kundenwunsch gefertigte Sonderaufbauten, wie zweisitzige Cabriolets, die unter anderem die Karosseriewerke Hebmüller und Gläser fertigten. Das Opel-Spitzenmodell brachte es im einzigen unbehinderten Fertigungsjahr in der automobilen Oberklasse zeitweise auf einen Marktanteil von 25 Prozent.
Der Admiral galt als repräsentativer, komfortabler und schneller Reisewagen, der für den Einsatz auf den neuen Reichsautobahnen konzipiert war: Bei einem Verbrauch von ca. 18 l/100 km konnten fast 400 km gefahren werden.
Die Produktion endete bereits im Oktober 1939, da die Motoren kriegsbedingt für den Dreitonner-Lkw Opel Blitz 3,6 benötigt wurden. Zahlreiche Opel „Admiral“ wurden bereits kurz vor Kriegsbeginn von der Wehrmacht requiriert, um als Stabswagen für Generale und hohe Offiziere eingesetzt zu werden. Einige Fahrzeuge wurden auch zu behelfsmäßigen Sanitätskraftwagen umgebaut und erhielten ab der B-Säule einen geschlossenen Kastenaufbau.
Nach Kriegsende gab es nur noch wenige fahrbereite Wagen. Es gab aber auch völlig neuwertige Fahrzeuge, die von den Besitzern während des Krieges in einem Versteck aufbewahrt werden konnten. Eher vereinzelt wurde ein „Admiral“ mit einer Holzgasanlage ausgerüstet. Der Kessel wurde dafür senkrecht stehend im Heck eingebaut. Auch die US-amerikanischen Besatzungstruppen benutzten einige erbeutete Exemplare.
Spitzenmodell bei Opel war von nun an der Kapitän, dessen Produktion in fast unveränderter Form 1948 wieder aufgenommen wurde. Die Rüsselsheimer Fertigung von 3,6-Liter-Motoren konnte nach dem Krieg nicht für eine Neuauflage des „Admiral“ verwendet werden, da die Herstellung von Motoren mit mehr als 1,5 Liter Hubraum von den Besatzungsmächten noch für einige Jahre verboten blieb. Erst 1964 gab es von Opel einen völlig neuen „Admiral“ – 25 Jahre nach Einstellung des ersten Modells mit diesem Namen.
Insgesamt wurden nur 6404 Fahrzeuge des „Vorkriegs“-Admiral gebaut. Als Folge dieser geringen Stückzahl und da fast alle Fahrzeuge zum Kriegseinsatz kamen und im Rahmen dessen zerstört wurden, ist dieser Typ heute ein sehr seltener Oldtimer.
Technische Daten
| Opel Admiral              | Opel Admiral |
| ------------------------- | --- |
| Motor                     | Sechszylinder-Reihenmotor, Kurbelwelle vierfach gelagert                                                                            |
| Hubraum                   | 3626 cm³ |
| Bohrung × Hub             | 90 × 95 mm |
| Leistung                  | 75 PS (55 kW) bei 3200/min |
| Ventilsteuerung           | (OHV) hängende Ventile, Stoßstangen, Kipphebel, seitliche Nockenwelle mit Stirnradantrieb                                           |
| Kühlsystem                | Flüssigkeitskühlung mit Pumpe und Ventilator                                                                                        |
| Radaufhängung vorn        | Einzelradaufhängung mit Dubonnet-Federknie: geschobene Längsschwinge mit liegendem Feder-Dämpfergehäuse                             |
| Radaufhängung hinten      | Starrachse mit Blattfedern und Stabilisator                                                                                         |
| Chassis/Aufbau            | Kastenrahmen mit X-Traverse Aufbau in Gemischtbauweise (Stahl und Holz) als viertürige Limousine und Cabriolet, Tankinhalt 70 Liter |
| Reifengröße               | 6.50–16″ |
| Maße L × B × H            | 5270 × 1800 × 1630 mm |
| Leergewicht (ohne Fahrer) | ca. 1605 kg |
| Höchstgeschwindigkeit     | 132 km/h |
| Preis                     | 6500 RM (Limousine); 7000 RM (Cabriolet)                                                                                            |

## Admiral A (1964–1968)

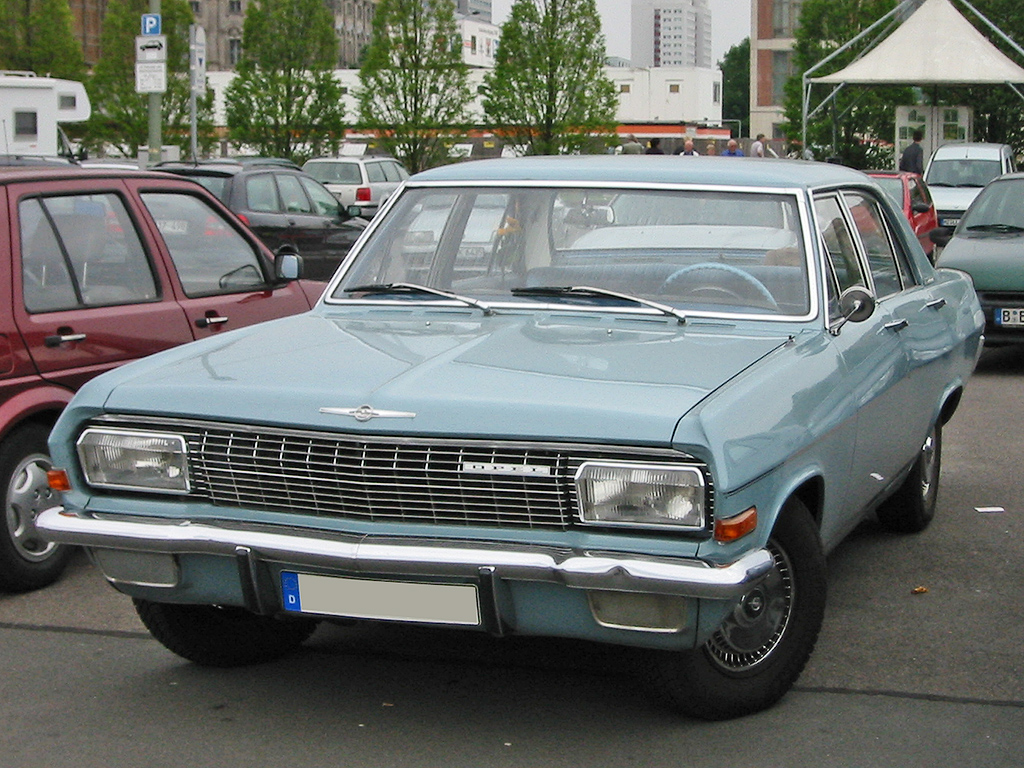
Opel Admiral A

Erst im April 1964, nachdem der Kapitän für gut 15 Jahre das Opel-Spitzenmodell gewesen war, wurde mit dem Opel Admiral A wieder ein Modell dieses Namens angeboten. Es verfügte über die gleiche geradlinige Karosserie wie der Opel Kapitän A und das ebenfalls neu herausgebrachte Spitzenmodell Opel Diplomat A mit V8-Motor.
Die Produktion dieser Serie wurde im November 1968 beendet.

## Admiral B (1969–1976)

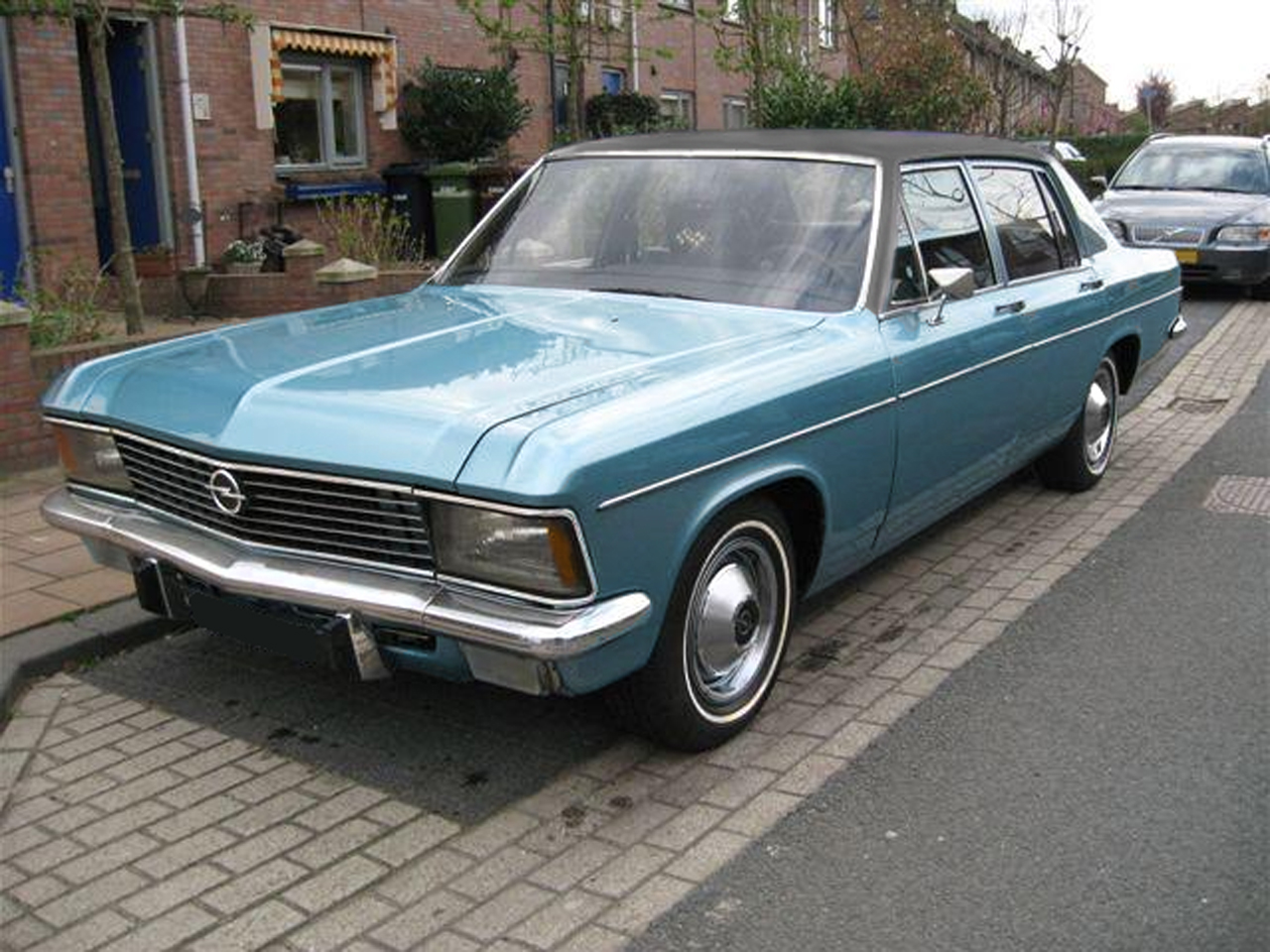
Opel Admiral B

Im März 1969 kam die B-Version des Admirals heraus, die stilistisch und technisch wesentlich verbessert worden war. Das überarbeitete Modell mit seiner ebenso eleganten Karosserie verfügte über einen vergrößerten Innenraum und auch über mehr Leistung, wobei im Admiral 2800 E erstmals auch eine elektronische Saugrohreinspritzung des Typs Bosch D-Jetronic erhältlich war.
Im Juli 1976 wurde die Fertigung des Admiral eingestellt. Die Verwendung einer Modellbezeichnung mit fast 40-jähriger Tradition fand damit ebenfalls ein Ende.